# Phủ Dầy

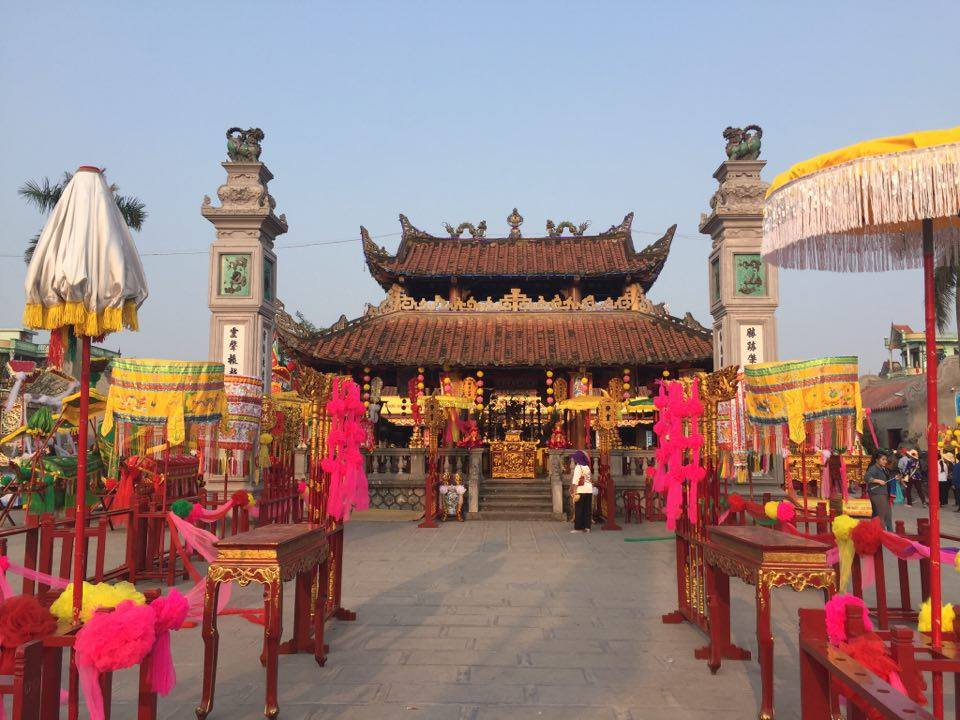
Phủ Tiên Hương là phủ chính thờ Liễu Hạnh công chúa tại Phủ Dầy

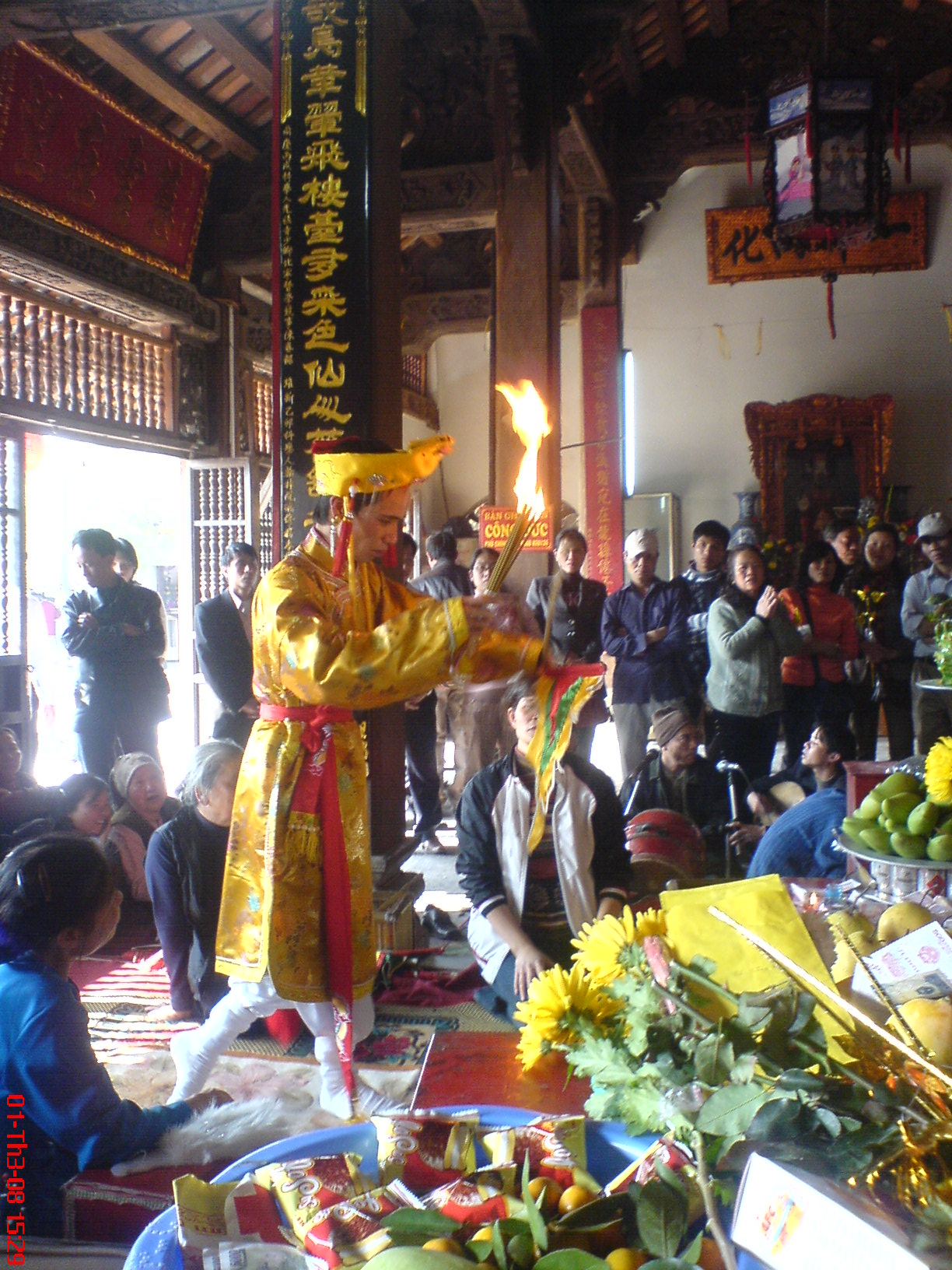
Hầu đồng tại Phủ Dầy nơi thờ Liễu Hạnh công chúa

Phủ Dầy (hay Phủ Giầy, Phủ Giày) là một quần thể kiến trúc tín ngưỡng truyền thống của người Việt trải rộng trên địa bàn xã Vụ Bản, tỉnh Ninh Bình, gần quốc lộ 10, quốc lộ 37B và quốc lộ 38B đi Ninh Bình. Từ phường Hoa Lư tới Phủ Dầy khoảng 17 km.

## Lịch sử
Phủ Dầy có ý nghĩa là "đền lớn ở làng Kẻ Dầy".
Năm 1557 triều vua Lê Anh Tông, làng Kẻ Dầy mới lấy tên chữ là xã An Thái, chia làm bốn thôn: Vân Cát, Vân Đình, Vân Cầu, Nham Miếu. Vì hai quan tiến sĩ Trần Ngọc Kỳ và Trần Bích Hoành cùng xã An Thái bất bình với nhau về chức Tiên chỉ, không ai nhường ai nên dân sở tại xin chia xã An Thái làm hai xã nhỏ: một xã lấy tên là Tiên Hương và một xã là Vân Cát, cách nhau 2 km. Mỗi nơi có phủ thờ Liễu Hạnh riêng.
Năm 1861 (Tự Đức thứ 12) xã An Thái mới chính thức đổi tên là Tiên Hương.
Phủ Chính nơi Thánh Mẫu Liễu Hạnh giáng sinh thuộc thôn Tiên Hương được xây dựng từ thời Lê – Cảnh Trị (1662 – 1671)
Thôn Tiên Hương gồm 4 giáp lần lượt là Giáp Nhất, Giáp Nhị, Giáp Ba và Giáp Tư tương ứng với 4 xóm ngày nay lần lượt là Xóm 1, Xóm 2, Xóm 3 và Xóm 4 thuộc xã Kim Thái.

## Không gian đền phủ
Đền thờ của Đức Thánh Mẫu gọi là "Phủ", vì Đức Thánh Mẫu được sắc phong là "Liễu Hạnh Công Chúa". "Phủ" là danh từ chỉ định dinh cơ của các vương công, và theo lẽ đó chỗ thờ công chúa cũng là nơi công chúa trú ngụ nên đền thờ Liễu Hạnh cũng dùng chữ Phủ.
Quần thể Phủ Dầy bao gồm hơn 20 di tích gắn liền với cuộc đời Thánh Mẫu Liễu Hạnh trong lần giáng sinh tại An Thái (thôn Tiên Hương, xã Kim Thái, huyện Vụ Bản, tỉnh Nam Định ngày nay). Gồm Phủ Chính Phủ Dầy, Phủ Vân Cát, Phủ Bóng (Nguyệt Du Cung), phủ Giáp Ba, phủ Dinh, phủ Đá, phủ Nội, phủ Tổ (Khải Thánh), đền Trình, đền Công Đồng, đền Chầu Bà Đệ Tứ Khâm Sai, đền Mẫu Thượng, đền Mẫu Thoải, đền Mẫu Đông Cuông, đền Đức Vua, đền Quan Lớn, đền thờ Lý Nam Đế, đền Đức Thánh Trần, chùa Tiên Hương, chùa Linh Sơn, chùa Dần, chùa Gôi, chùa Vân Cát...

## Lịch sử hình thành
Phủ Dầy khởi thủy ban đầu chỉ là 1 quán cỏ được thờ phụng đơn sơ dưới thời Lê Thế Tông (1578 - 1599), sau tới niên hiệu Phúc Thái thời vua Lê Chân Tông (1643 -1649) được trùng tân, như trong bài Bái An Thái Tiên nữ từ của Tiến sỹ Phạm Đình Kính (người xã Cổ Sư, huyện Thiên Bản, nay là xã Vĩnh Hào, huyện Vụ Bản), được khắc trên bức Bảo Hành:
Bái An Thái Tiên Nữ từ
Vân hương tái thế nhất truyền kỳ
Lê thị đầu sinh Đinh Tỵ niên
Giá tại Trần môn năng khắc hậu
Từ ư An ấp khả quang tiền
Thế Tông thủy tạo mao từ quán
Phúc Thái trùng khai ngoã thạch hiên
Hoằng Định dĩ mông ban bảo chiếu
Linh danh ảnh hưởng khởi u huyền!
Dịch nghĩa:
Đến bái yết đền vị Tiên nữ An Thái
Lại xuống làng Vân năm Đinh Tỵ
Họ Lê sự lạ hãy còn truyền
Chồng con lúc sống trong Trần tộc
Thờ phụng khi về ở Thái thôn
Quán cỏ Thế Tông đời ấy dựng
Nhà xây Phúc Thái bấy giờ tôn
Thời vua Hoằng Định ban ơn sắc
Chớ nói mơ hồ chuyện kính tin !
Các giai đoạn khởi tạo, trùng tu: 
Phủ Chính Phủ Dầy ( còn được gọi là Phủ Chính,hoặc Phủ Chính Tiên Hương hoặc Phủ Tiên Hương) là một công trình đẹp được xây dựng trong niên hiệu Cảnh Trị (1663 – 1671) thời Lê Huyền Tông và đã qua nhiều lần trùng tu. Phủ  có 19 toà với 81 gian lớn nhỏ, mặt phủ quay về phía tây nam nhìn về dãy núi Tiên Hương (tức núi An Thái khi xưa). Trước phủ có hồ và một sân rộng, có 3 toà nhà dàn hàng ngang hai tầng, tách mái đó là phượng du nơi đón khách tới hành hương. Một hồ bán nguyệt có lan can thấp bao quanh, có bình phong và hai cầu vượt đều bằng đá chạm khắc hình con rồng với móng vuốt sinh động tinh xảo. Phủ có 4 lớp thờ (4 cung): đệ nhất, đệ nhị, đệ tam, đệ tứ. Các cung đều được tập trung các nghệ thuật chạm khắc tinh vi, thể hiện đủ các mảng đề tài: rồng, phượng, hổ… Chính cung (cung đệ nhất) có một khám thờ khảm trai, bề thế và tinh xảo. Đây chính là nơi đặt 5 pho tượng có giá trị mỹ thuật cao của thế kỷ 19.
Phủ Vân Cát khi xưa là khởi đầu là một quán cỏ dựng thời Lê Thế Tông (1578 - 1599) không rõ thờ vị thần nào (có quan điểm cho rằng thờ Tứ Pháp). Tới  niên hiệu Phúc Thái (1643 -1649) mới xây thành đền thờ. Sau này khi Vân Cát được tách ra từ thôn An Thái (An Thái tách thành 2 thôn, thôn cũ Tiên Hương, thôn mới mang tên Vân Cát, là vùng đất phía bắc dân cư phát triển mở rộng ra từ đất cổ Tiên Hương). Phủ Vân Cát được xây dựng mở rộng trên khu đất rộng gần 1 ha, mặt quay về hướng tây bắc, bên cạnh là chùa Long Vân và đền thờ Đức vua Lý Nam Đế. Phủ Vân Cát ngày nay có 7 toà với 30 gian lớn nhỏ. Phía trước có hệ thống cửa ngọ môn với 5 gác lầu; phía ngoài ngọ môn có hồ bán nguyệt, giữa hồ là nhà thủy lâu, 3 gian, mái cong. Phủ Vân Cát cũng có 4 cung như ở Phủ Chính Tiên Hương. Trung tâm là nơi thờ chúa Liễu, bên trái là chùa thờ Phật, bên phải là đền thờ Lý Nam Đế.
Lăng Thánh Mẫu Liễu Hạnh được xây dựng vào năm 1938. Lăng được xây dựng bằng đá xanh, chạm trổ đẹp, với diện tích 625 m2, gồm có cửa vào lăng theo hướng đông tây, nam bắc. Các cửa đều có trụ cổng trên đắp hình bông sen. Giữa lăng là ngôi mộ khối bát giác, mỗi cạnh chừng 1m. Toàn lăng có 60 búp sen hồng trông xa như một hồ sen cạn.
Di tích Phủ Dầy có giá trị rất cao về trình độ kiến trúc nghệ thuật cuối thế kỷ 19 đến đầu thế kỷ 20. Đến với Phủ Dày vừa để thưởng ngoạn cảnh đẹp, vừa là dịp Mẫu ban cho điều lành và sự may mắn.

## Sinh hoạt tín ngưỡng
Hội Phủ Dầy được tổ chức hàng năm vào ngày 3 tháng 3 âm lịch. Lễ hội nhằm tổ chức nghi lễ, thắp hương biết ơn Thánh Mẫu Liễu Hạnh. Cùng thời điểm này, bà Chúa Liễu Hạnh cũng được thờ tại nhiều lễ hội khác trên Việt Nam, nhưng hội Phủ Dầy thuộc vào loại long trọng nhất, với sự tham gia của đông đảo dân chúng.
Có 3 nghi thức quan trọng nhất trong Lễ hội Phủ Dầy bao gồm: 
1. Lễ Rước Mẫu Thỉnh Kinh,
2. Lễ Rước Đuốc tại Phủ Chính ,
3. Lễ kéo chữ Hoa Trượng Hội.

Ngoài ra trong lễ hội còn có các trò chơi truyền thống như: Thi hát văn, hát chèo, múa rối nước, đấu vật, đấu cờ người, thổi cơm thi... Nghi lễ Hầu Đồng diễn ra trong suốt thời gian lễ hội.
Thành ngữ dân gian một số nơi ở miền Bắc có câu: 
Tháng Tám giỗ Cha, tháng Ba giỗ Mẹ
Cha là Đức Thánh Trần Hưng Đạo, còn Mẹ chính là Thánh Mẫu Liễu Hạnh.